# Smith & Wesson M&P22
La Smith & Wesson M&P22, chiamata anche Smith & Wesson M&P-22 o nella versione corta M&P 22 Compact, è una pistola semi-automatica camerata con proiettili .22 Long Rifle e prodotta dall'azienda Smith & Wesson.

## Struttura e funzionamento
È azionato da un martelletto a percussione e si differenzia dalle varianti M&P normali, che sono azionate a percussione e a rinculo. L'M&P22 ha un singolo punto sul mirino e una tacca posteriore regolabile. Nel 2013 è stata prodotta la versione a canna ridotta denominata M&P 22 Compact. La pistola ha anche una slitta Picatinny.